# 雲仙市立南串第二小学校
雲仙市立南串第二小学校（うんぜんしりつ みなみぐしだいにしょうがっこう）は、長崎県雲仙市南串山町丙にある公立小学校。略称は「二小」（にしょう）。

## 概要
歴史
1874年（明治7年）に開校した「第五大学区第三中学区田ノ平小学校」を前身とする。2024年（令和6年）に創立150周年を迎えた。
教育目標
「自ら学び、心豊かで、心身ともにたくましさのある子どもの育成」
校章
中央に校名の「南二」の文字（縦書き）を置いている。
校歌
1946年（昭和21年）に制定された。作詞は松本瀧雄、作曲は内山平五郎による。歌詞は3番まであり、各番に校名の「南串山第二校」が登場する。
校区
雲仙市南串山町の「溜水、上木場、西浜、水ノ浦、田ノ平、塚ノ山、中ノ場、坂上奥、谷間川、小竹木」地区。
中学校区は雲仙市立南串中学校。

## 沿革
- 1874年（明治7年）
  - 3月2日 - 田ノ平の波上、字・波の地に「第五大学区第三中学区[2]（五番）田ノ平小学校[3]」が開校。初代校長には桑野大淳が就任。児童数は72名（男子65名・女子7名）。
  - 7月8日 - 長崎県によって正式に認可される[3]。
- 1877年（明治10年）6月4日 - 学区改正[4]により、「第五大学区第二中学区[5]田ノ平小学校」に改称。
- 1878年（明治11年）12月24日 - 郡制の施行に伴い学区が改正され、「南高来郡小浜部[6]荒牧小学校」となる。
- 1881年（明治14年）2月 - 統合により「南高来郡小浜部荒牧小学校田ノ平分校」となる。
- 1887年（明治20年）7月 - 前年の小学校令の公布により、簡易科（修業年限3年）を設置し、「簡易田ノ平小学校」として独立。
- 1889年（明治22年）4月1日 - 町村制の施行により、南串山村立の小学校となる。
- 1893年（明治26年）4月1日 - 小学校令の改正により、「田ノ平尋常小学校」に改称。
- 1899年（明治32年）9月1日 - 山下中渡に校舎が完成。
- 1900年（明治33年）10月1日 - 校舎が完成。
- 1902年（明治35年）4月 - 分教場を開設。
- 1908年（明治41年）4月 - 小学校令の改正により、義務教育期間が尋常科4年から尋常科6年に延長されたため、尋常科5年を新設。
- 1909年（明治42年）4月 - 尋常科6年を新設。
- 1910年（明治43年）11月25日  - 校舎を改築。
- 1911年（明治44年）4月 - 高等科（修業年限2年）を併置し、「田ノ平尋常高等小学校」に改称。
- 1920年（大正9年）9月1日  - 田ノ平図書館が校内に設置される。
- 1927年（昭和2年）9月25日[7] - 「南串山第二尋常高等小学校」に改称[8]。
- 1928年（昭和3年）7月17日 - 2階建て8教室を増築。
- 1931年（昭和6年）3月21日 - 電話を架設。
- 1932年（昭和7年）11月21日 - 1教室を増築。
- 1936年（昭和11年）5月15日 - 保護者会を発足。
- 1940年（昭和15年）11月3日 - 二宮尊徳像が設置される。
- 1941年（昭和16年）4月1日 - 国民学校令により、「南串山第二国民学校」に改称。尋常科を初等科に改める（尋常科6年・高等科2年）。
- 1946年（昭和21年）夏 - 校歌を制定。
- 1947年（昭和22年）
  - 4月1日 - 学制改革（六・三制の実施）が行われる。
    - 旧・南串山第一国民学校の初等科が改組され、「南串山村立第二小学校」（修業年限6年）となる。
    - 旧・南串山第一国民学校の高等科は、第一国民学校の高等科および青年学校の普通科と改組され、新制中学校「南串山村立南串中学校」（修業年限3年）となる。

  - 5月13日 - 保護者会が解散し、育友会（PTA）が発足。
- 1949年（昭和24年）4月7日 - 2階建て木造校舎の大改造工事を実施。旧校舎を修理。
- 1950年（昭和25年）9月27日 - 水道設備・放送設備を設置。
- 1952年（昭和27年）5月 - ピアノを購入。
- 1958年（昭和33年）4月 - 生徒数が最大の709名を記録する。
- 1959年（昭和34年）3月29日 - 2階建て校舎（10教室）が完成。
- 1963年（昭和38年）9月9日 - ミルク給食を開始。
- 1965年（昭和40年）5月22日 - スポーツ少年団が発足。
- 1966年（昭和41年）
  - 5月10日 - 交通安全母の会が発足。
  - 11月3日 - 鉄筋コンクリート造2階建て校舎（8教室）が完成。
- 1967年（昭和42年）10月5日 - 岩石園が完成。
- 1969年（昭和44年）4月1日 - 南串山町の発足により、「南串山町立第二小学校」に改称。
- 1971年（昭和46年）8月26日 - 図工用焼物小屋が完成。
- 1974年（昭和49年）3月24日 - 創立100周年記念式典を挙行。
- 1984年（昭和59年）3月13日 - 屋上に旗掲揚ポールを設置。
- 1987年（昭和62年）
  - 3月31日 - 新校舎が完成。
  - 4月30日 - 運動場を整備。
- 1988年（昭和63年）
  - 1月30日 - 体育館が完成。
  - 3月10日 - プールが完成。
- 2003年（平成15年）4月1日 - 特殊学級を休止。
- 2005年（平成17年）10月11日 - 雲仙市の発足により、「雲仙市立南串第二小学校」（現校名）に改称。

## 交通アクセス
最寄りのバス停
- 島鉄バス 「揚」バス停

最寄りの国道
- 国道251号

## 周辺
- 雲仙市役所南串山総合支所（旧・南串山町役場）
- 長崎県警察 雲仙警察署 南串山警察官駐在所
- 南串山町ふるさと資料館
- 長崎県立島原特別支援学校南串山分教室
- 雲仙市立南串中学校
- 南串保育園
- 八幡保育園

## 著名な出身者
- 諫誠章道（大相撲力士、境川部屋）